# 杜哈梅原理
杜哈梅原理（英語：Duhamel's principle），又称为齐次化原理，是求解非齐次线性偏微分方程（如热传导方程、波动方程）的一种方法。杜哈梅原理以法国数学家杜哈梅的名字命名，他最早在非齐次热传导方程中应用了此方法。该方法可以看作是求解非齐次线性常微分方程时使用的常数变易法（Variation of parameters）的推广。
杜哈梅原理将非齐次问题的求解转化为一组柯西问题（初值问题）的求解。以热传导方程为例，热能分布 {\displaystyle u} 为 {\displaystyle \mathbb {R} ^{n}} 上的函数。初值问题为
{\displaystyle {\begin{cases}u_{t}(x,t)-\Delta u(x,t)=0&(x,t)\in \mathbb {R} ^{n}\times (0,\infty )\\u(x,0)=g(x)&x\in \mathbb {R} ^{n}\end{cases}}}
其中 {\displaystyle g} 表示初始的热分布。而相应的非齐次问题则为
{\displaystyle {\begin{cases}u_{t}(x,t)-\Delta u(x,t)=f(x,t)&(x,t)\in \mathbb {R} ^{n}\times (0,\infty )\\u(x,0)=0&x\in \mathbb {R} ^{n}\end{cases}}}
可以将非齐次问题看成是无数个瞬时 {\displaystyle t=t_{0}} 的齐次问题的叠加。由于方程是线性的，故将每一个 {\displaystyle t_{0}} 时刻的齐次问题的解叠加（积分）之后就可以得到非齐次问题的解。这便是杜哈梅原理的基本思想。

## 外部連結
- 豆瓣读书上《杜哈梅原理》的資料 （简体中文）